# Nososticta fraterna
Nososticta fraterna – gatunek ważki z rodziny pióronogowatych (Platycnemididae).